# 임계중학교
임계중학교(臨溪中學校)는 대한민국 강원특별자치도 정선군 임계면 봉산리에 있는 공립 중학교이다.

## 학교 연혁
- 1952년 7월 12일 : 정선중학교 임계분교 설립 인가(3학급)
- 1953년 4월 24일 : 임계중학교 설립 인가(6학급)
- 2009년 3월 1일 : 학칙 변경 인가(3학급)
- 2025년 1월 7일 : 제71회 졸업식(11명) 누계 7,666명
- 2025년 3월 1일 : 제35대 전영기 교장 취임
- 2025년 3월 4일 : 입학식(5명)

## 참고 자료
- 임계중학교 - 한국교육학술정보원 학교알리미